# Gare d'Ollignies
La gare d'Ollignies est une gare ferroviaire belge de la ligne 87, de Tournai à Bassilly. Elle est située à l'est du centre bourg d'Ollignies, section située au sud de la ville de Lessines dans la province de Hainaut en Région wallonne.

## Situation ferroviaire
Établie à 32 mètres d’altitude, la gare d'Ollignies est historiquement située au point kilométrique (PK) 28,500 de la ligne 87, de Tournai à Bassily, entre les gares de Lessines Carrières et de Bassilly (s'intercale la halte de Bois de Lessines).
À la suite de la fermeture et du déclassement de la ligne, l'ancienne gare est intégrée dans le site Ollignies-Dupuis dont le « racc.Ollignies-Dupuis » est situé au PK 0,000 de la ligne 87, de Racc.Ollignies-Dupuis à Y.Houraing (seul tronçon en service de l'ancienne ligne87).

## Histoire
La station d'Ollignies est mise en service le 17 juillet 1880 par l'administration des chemins de fer de l'État belge, lorsqu'elle ouvre à l'exploitation le tronçon de Bassilly à Lessines.
En 1918, à la fin de la Première Guerre mondiale, le bâtiment voyageurs de la gare est incendié par les allemands.
La gare est fermée au service des voyageurs le 22 août 1960.